# Wind River (flod i Wyoming)

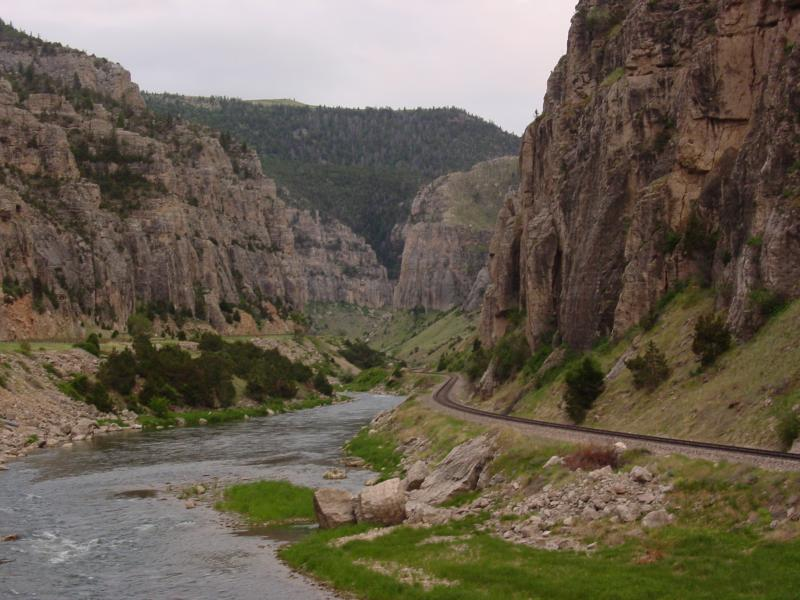
Wind River Canyon

Wind River är en 298 kilometer lång flod i centrala delen av den amerikanska delstaten Wyoming. Wind River är egentligen den övre sträckningen av Bighorn River, som byter namn från Wind River till Bighorn River i Hot Springs County, och hela floden kallas därför ibland för Wind/Bighorn River.
Floden har sin källa vid Togwotee Pass i Wind River Range och rinner åt sydost genom Wind River-bäckenet och Wind Rivers indianreservat. Den passerar genom orterna Dubois, Crowheart, Johnstown och slutligen Riverton, där den förenas med Little Wind River. Den rinner härifrån norrut genom Owl Creek Mountains, där den passerar Boysenreservoaren och Boysendammen. Vid Wind Rivers kanjons norra ände där floden rinner ut ur bergen övergår den till att kallas Bighorn River, vid platsen som kallas Wedding of the Waters. Via Bighorn River tillhör floden Yellowstoneflodens, Missouriflodens och Mississippiflodens avrinningsområden.
De federala vägarna U.S. Route 26 och U.S. Route 287 följer delvis flodens sträckning.

## I populärkulturen
Floden har givit namn åt filmen Wind River från 2017, som utspelas i indianreservatet vid floden.